# Alleshave Sogn
Alleshave Sogn (bis 1. Oktober 2010: Alleshave Kirkedistrikt  (dt.: Kirchenbezirk) im Bregninge Sogn) ist eine ehemalige Kirchspielsgemeinde (dän.: Sogn) auf der dänischen Insel Seeland. Bis zum 1. Oktober 2010 war sie lediglich ein Kirchenbezirk im Bregninge Sogn. Als zu diesem Termin sämtliche Kirchenbezirke Dänemarks aufgelöst wurden, wurde sie ein selbständiges Sogn.
Am 1. Januar 2020 wurde Alleshave Sogn zusammen mit dem ehemaligen „Muttersogn“ Bregninge Sogn und dem Bjergsted Sogn zum Bregninge-Bjergsted-Alleshave Sogn zusammengelegt. Das bezieht sich nur auf die kirchlichen Belange. In ihrer Eigenschaft als Matrikelsogne, also als Grundbuchbezirke der Katasterbehörde Geodatastyrelsen, wirken sich seit Abschaffung der Hardenstruktur 1970 solche Änderungen nicht mehr aus.
Am 1. Oktober 2019 lebten im Kirchspiel 109 Einwohner, die „Alleshave Kirke“ liegt auf dem Gebiet der Gemeinde.
Einzige Nachbargemeinde war im Osten Bregninge Sogn, in den anderen Himmelsrichtungen grenzt das Kirchspiel an die Ostsee.

## Geschichte
Bis 1970 gehörte Bregninge Sogn zur Harde Skippinge Herred im damaligen Holbæk Amt, danach zur Bjergsted Kommune im Vestsjællands Amt, die wiederum im Zuge der  Kommunalreform zum 1. Januar 2007 in der Kalundborg Kommune in der Region Syddanmark aufgegangen ist.